# Mesosa subrupta
Mesosa subrupta là một loài bọ cánh cứng trong họ Cerambycidae.